# Рикки-Тикки-Тави (фильм)
«Ри́кки-Ти́кки-Та́ви» — совместный советско-индийский односерийный художественный фильм, снятый в 1975 году режиссёром Александром Згуриди по мотивам одноимённого рассказа Редьярда Киплинга.

## Сюжет
Действие фильма происходит в джунглях Индии. Там расположено бунгало лесничего Роберта Лоусона. Его сын по имени Тедди гуляет по лесу со своим другом, мальчиком-индусом по имени Джон. Вместе они плавают по озеру в лодке из тростника, наблюдают за окружающими их животными, которых очень много в джунглях. Но неожиданно пришла гроза, которая заставила ребят спрятаться вблизи берега. Оттуда они наблюдали за тем, как очень сильное течение уносит разных животных, которые тщетно сопротивляются бурному потоку. Одного зверька — мангуста — спасает Тедди, бросившись в бурный поток, несущий с собой стволы деревьев, ворочающий камни. Но этот смелый поступок дорого обошёлся мальчику: из-за ушиба спины он перестал ходить.

## В ролях
- Алексей Баталов — Роберт Лоусон, лесничий, отец Тедди
- Маргарита Терехова — Маргарет Лоусон, его жена, мать Тедди
- Игорь Алексеев — Тедди, сын
- Сандин Вишну — Джон, друг Тедди
- Сурендра Сури — Бернард Чибнелл
- Владимир Васильев — Эдгар, врач

### Озвучивание
- Андрей Миронов — Рикки-Тикки-Тави
- Вера Алтайская — птица Дарзи
- Юрий Пузырёв — Наг
- Ирина Карташёва — Нагайна

## Съёмочная группа
- Авторы сценария: Александр Згуриди, Нана Клдиашвили
- Режиссёр-постановщик: Александр Згуриди
- Главный художник: Пётр Пашкевич
- Композитор: Альфред Шнитке
- Научный консультант: Николай Дроздов
- Ода на стихи Р. Киплинга в переводе С. Маршака (в титрах не указан)